# Campionats del món de ciclisme de muntanya – Four Cross masculí
El Campionat del món de Four Cross masculí és una de les curses ciclistes que formen part dels Campionats del món de ciclisme de muntanya. La cursa està organitzada per la Unió Ciclista Internacional i es disputa anualment en un país diferent. El guanyador de la prova obté el mallot irisat.
Del 2000 al 2001 es va disputar la modalitat de "Dual Slalom" consistent en el descens de 2 ciclistes e paral·lel. A partir del 2002 es va substituir per la de "Four Cross" amb la participació de quatre competidors en cada cursa.
Entre 2013 i 2015 els campionats es van disputar separadament dels de ciclisme de muntanya.

## Palmarès Dual Slalom
| Any                | Or          | Plata         | Bronze           |
| 2000 Sierra Nevada | Wade Bootes | Brian Lopes   | Mickael Deldycke |
| 2001 Vail          | Brian Lopes | Cédric Gracia | Wade Bootes      |

## Palmarès Four Cross
| Any                   | Or                 | Plata              | Bronze           |
| 2002 Kaprun           | Brian Lopes        | Cédric Gracia      | Eric Carter      |
| 2003 Lugano           | Michal Prokop      | Eric Carter        | Brian Lopes      |
| 2004 Les Gets         | Eric Carter        | Mickael Deldycke   | Michal Prokop    |
| 2005 Livigno          | Brian Lopes        | Jared Graves       | Mickael Deldycke |
| 2006 Rotorua          | Michal Prokop      | Roger Rinderknecht | Guido Tschugg    |
| 2007 Fort William     | Brian Lopes        | Romain Saladini    | Jurg Meijer      |
| 2008 Val Di Sole      | Rafael Álvarez     | Roger Rinderknecht | Mickael Deldycke |
| 2009 Canberra         | Jared Graves       | Romain Saladini    | Jakub Riha       |
| 2010 Mont-Sainte-Anne | Tomáš Slavík       | Jared Graves       | Michal Prokop    |
| 2011 Champéry         | Michal Prokop      | Roger Rinderknecht | Joost Wichman    |
| 2012 Leogang          | Roger Rinderknecht | Michael Měchura    | Tomáš Slavík     |
| 2013 Leogang          | Joost Wichman      | Michael Měchura    | Quentin Derbier  |
| 2014 Leogang          | Tomáš Slavík       | Michael Mechura    | Simon Waldburger |
| 2015 Val di Sole      | Aiko Göhler        | Luke Cryer         | Benedikt Last    |
| 2016 Val di Sole      | Mitja Ergaver      | Hannes Slavik      | Luke Cryer       |
| 2017 Val di Sole      | Felix Beckeman     | Quentin Derbier    | Giovanni Pozzoni |